# Microchilus arietinus
Microchilus arietinus är en orkidéart som först beskrevs av Heinrich Gustav Reichenbach och Johannes Eugen ius Bülow Warming, och fick sitt nu gällande namn av Paul Ormerod. Microchilus arietinus ingår i släktet Microchilus och familjen orkidéer.

## Underarter
Arten delas in i följande underarter:
- M. a. arietinus
- M. a. federalensis